# Ilypnus gilberti
Ilypnus gilberti es una especie de peces de la familia de los Gobiidae en el orden de los Perciformes.

## Morfología
Los machos pueden llegar a alcanzar los 6,4 cm de longitud total.

## Reproducción
Es ovíparo y los machos protegen los huevos.

## Hábitat
Es un pez de mar y, de clima subtropical y demersal.

## Distribución geográfica
Se encuentra en el Pacífico oriental: desde la Bahía de Tomala (norte de California, los Estados Unidos) hasta el sur de la Baja California (México), incluyendo el Golfo de California.